# Carey (Ohio)
Carey és una població dels Estats Units a l'estat d'Ohio. Segons el cens del 2000 tenia 3.901 habitants.

## Demografia
Segons el cens del 2000, Carey tenia 3.901 habitants, 1.543 habitatges, i 1.023 famílies. La densitat de població era de 764,6 habitants per km².
Dels 1.543 habitatges en un 33,2% hi vivien nens de menys de 18 anys, en un 47,6% hi vivien parelles casades, en un 13,2% dones solteres, i en un 33,7% no eren unitats familiars. En el 29,9% dels habitatges hi vivien persones soles el 12,3% de les quals corresponia a persones de 65 anys o més que vivien soles. El nombre mitjà de persones vivint en cada habitatge era de 2,49 i el nombre mitjà de persones que vivien en cada família era de 3,07.
Per edats la població es repartia de la següent manera: un 26,9% tenia menys de 18 anys, un 9,9% entre 18 i 24, un 28,6% entre 25 i 44, un 20,2% de 45 a 60 i un 14,4% 65 anys o més.
L'edat mediana era de 34 anys. Per cada 100 dones de 18 o més anys hi havia 90,6 homes.
La renda mediana per habitatge era de 33.116 $ i la renda mediana per família de 40.921 $. Els homes tenien una renda mediana de 30.938 $ mentre que les dones 22.123 $. La renda per capita de la població era de 15.309 $. Aproximadament el 4,6% de les famílies i el 8,6% de la població estaven per davall del llindar de pobresa.

## Poblacions més properes
El següent diagrama mostra les poblacions més properes.